# Cascades Wallaman
Els Wallaman Falls és una cascada important per la seva caiguda lliure de 268 metres, la més alta d'Austràlia. La gorga al final de la cascada és de 20 metres de profunditat.
La cascada està formada per un afluent del riu Herbert, Stony Creek, que es precipita sobre un cingle de la Serralada Seaview. La història geològica de la formació es remunta a uns 50 milions d'anys, quan l'aixecament del talús continental en aquesta regió va donar lloc a l'ancestral riu Herbert per canviar el seu curs cap a l'oest a partir d'aquest. Com a resultat d'això es va començar a tallar a través de l'elevat substrat igni en ruta cap a la seva desembocadura al Mar del Corall. La gola produïda per aquesta acció erosiva a poc a poc es va retirar cap a l'interior al llarg del curs del riu Herbert, i en el procés va causar finalment va fer que els afluents com a Stony Creek siguin suspesos, formant la cascada.
El 23 de maig de 2010, un saltador BASE de 49 anys va morir durant un accident en el salt.